# Covid19-antigén gyorsteszt
A 'COVID-19 gyors antigéntesztek, amelyeket gyakran COVID-19 laterális áramlási teszteknek is neveznek, a SARS-CoV-2 fertőzés (COVID-19) kimutatására használt gyors antigéntesztek. Gyorsan, minimális képzéssel alkalmazhatóak, jelentős költségelőnyöket kínálnak, a COVID-19 tesztek más formáinak töredékébe kerülnek, és 5-30 percen belül eredményt adnak a felhasználóknak. Ugyanakkor magas a hamis negatív arányuk. A gyors antigénteszteket számos országban alkalmazzák a tömeges tesztelés vagy az egész lakosságra kiterjedő szűrési megközelítések részeként. Úgy gondolják, hogy értékesnek bizonyulnak a tünetmentes egyének azonosításában, akik potenciálisan terjeszthetik a vírust más emberekre, akik egyébként nem tudnának a fertőzésükről. Ez eltér a COVID-19 vizsgálat más formáitól, például a PCR-től, amelyeket általában a tüneteket mutató egyének esetében tartanak hasznosnak, mivel nagyobb az érzékenységük, és pontosabban azonosítják az eseteket.

## A COVID-19 gyorsteszt technológia fejlődésének története
A COVID-19 gyorstesztek az Egyesült Királyság ellentmondásos Moonshot programjának jelentős beruházásaiból születtek, amely egy 100 milliárd fontos program a COVID-19 tesztelés új technológiáinak szisztematikus értékelésére, fejlesztésére és bevezetésére. A gyorstesztek kezdetben e szisztematikus értékelési folyamat részei voltak, számos más feltételezett COVID-19 vizsgálati technológiával együtt, mint például a lámpa, a Lampore, a point of care PCR, a tömegspektrometria és a mintaösszevonás. Az értékelések folytatásával azonban a gyorstesztek a COVID-19 vizsgálat legsikeresebb formájává váltak a programon belül, kiegészítve a meglévő PCR-vizsgálatokat.

## Nemzetközi iránymutatás a COVID-19 gyorsteszt-technológia használatához és fejlesztéséhez
A gyorstesztek potenciális hasznosságának korai tudományos indoklását és a gyorsteszt-technológia fejlesztésének globális irányát a WHO ideiglenes iránymutatása erősítette, amely rámutatott a lehetséges előnyökre. A jelentés megjegyezte, hogy a gyorstesztek sokkal könnyebben bevezethetők, és költségelőnyökkel járnak. A WHO javasolta a tesztek használatát járványkitörések esetén, az esetek korai azonosítására és a betegség tendenciáinak nyomon követésére. Később, a gyorsan növekvő számú tanulmányok nyomán az Európai Bizottság kibővítette ezt az ajánlást. Az Európai Bizottság a gyorsteszt-technológia alkalmazását ajánlotta a lakosság egészére kiterjedő szűrésre, ahol a tesztpozitivitás aránya magas vagy nagyon magas. 2021 januárjára az Európai Bizottság beleegyezett abba, hogy megerősíti álláspontját, és a gyorstesztek sokkal szélesebb körű alkalmazását szorgalmazza, megjegyezve, hogy "amennyiben a kutatások bebizonyítják, hogy a gyors antigénteszteket a vizsgálati személy maga is el tudja végezni.... az önellenőrzés szakmai útmutatással vagy anélkül is megfontolandó".

## Kezdeti vizsgálatok
A gyorstesztekkel kapcsolatos egyik meghatározó tanulmányt a Public Health England, az Oxfordi Egyetem és a Manchesteri Egyetem készítette, és Richard Body professzor és Dr. Lennard Lee indította el. A Falcon-C19 tanulmányt, amelyet három nap alatt, szeptember 17-én indítottak el. Az első beteget a Manchester City Etihad stadion parkolójában toborozták az új COVID-19 tesztelési kutatóközpontban. A vizsgálat gyorsan kibővült, és 14 közösségi kutatóhelyet foglalt magában az Egyesült Királyságban. A vizsgálat október 23-án zárult le, 878 személy bevonásával. A vizsgálat volt az egyik leggyorsabban toborzott brit COVID-19-kutatás az országban. A tanulmány végleges bizonyítékot szolgáltatott arra, hogy a gyorstesztkészülékek nagy pontossággal képesek pozitív eredményt kimutatni. A vizsgálatban összesen 4 gyorstesztet, köztük az Innova és az Orientgene tesztjeit validálták tünetes és tünetmentes betegségben szenvedő egyénekből vett kenetminták felhasználásával.
A brit tanulmány időközi elemzésének közzététele körül az Egyesült Államok megerősítette, hogy 100 millió gyorstesztet vásárolnak az Abbott-tól és szállítanak az ország minden részébe, hogy hasonló amerikai vizsgálatokat indítsanak az Oxfordi Egyetem által kezdeményezett vizsgálatok kiegészítéseként.

## Értékelési tanulmányok világszerte
November 2-án Szlovákia lett az első ország a világon, amely országos tömeges gyorstesztekkel történő vizsgálatot kezdeményezett. Ötmillió gyorstesztet végeztek el 60 000 munkatárs segítségével, akik az SD Biosensor antigéntesztet használták, és kenetvételt végeztek a lakosságon. Ez aztán arra késztette az Európai Bizottságot, hogy ajánlja a gyorstesztek használatát a lakossági szűrés részeként. Két, 2021 elején közzétett kutatás, az egyiket Martin Kahanec, a Közép-európai Egyetem professzora és társszerzői, a másikat pedig Martin Pavelka, a London School of Hygiene & Tropical Medicine munkatársa és csapata készítette, azt sugallja, hogy a gyors antigénes tömegtesztek őszi hullámának hatása Szlovákiában segített visszaszorítani a járványt az országban, bár az előbbi tanulmány szerint a tömegteszteknek a járványra gyakorolt hatása átmeneti volt, és körülbelül két hét után kezdett eloszlani.
Az Egyesült Királyság folytatta a folyamatban lévő gyorsteszt-fejlesztési programját az Innova gyorsteszt használatával, egyre sürgetőbben, mivel a COVID-19-es esetek száma Európa-szerte nőtt. November 6-án a miniszterelnök, Boris Johnson a gyorsított technológiai értékelés részeként megkezdte a város egészére kiterjedő szűrést Liverpoolban. A gyorstesztek további kiterjesztését célzó kísérleti projektek is elindultak számos olyan ágazatban, ahol korábban nem állt rendelkezésre tesztelés. Ezek közé tartoztak a járványok által különösen sújtott egyetemek diákjai is. Ez kezdetben a Durham Egyetemen kezdődött, amely rendelkezett a gyorstesztprogram irányításához szükséges infrastruktúrával és szakértelemmel, de a programot kiterjesztették az Egyesült Királyság egyetemeinek többségére, és lehetővé tette a nemzeti evakuálási jellegű tervet, hogy a diákok karácsonyra biztonságban hazajussanak. Gyorsteszteket vezettek be a Nemzeti Egészségügyi Szolgálaton belül is a személyzet számára, hogy csökkentsék a betegek, a helyi hatóságok és a gondozóházak esetleges átvitelét, hogy lehetővé tegyék a lakók látogatását. November 18-án Walesben, Merthyr Tydfilben végezték el az első egész kerületre kiterjedő tesztelést. Ebben az időben az Egyesült Államokban a tünetekkel küzdő diákok iskoláiban, valamint a portugál gondozóházakban és iskolákban is tesztelést hajtottak végre.
A gyorstesztek értékelésének fokozására irányuló globális erőfeszítéseket az Egészségügyi Világszervezet (WHO) Vészhelyzeti Osztálya kezdeményezte, amely november 10-én indította el a gyorstesztek bevezetésére irányuló nagyszabású projektet, amelyet a Bill és Melinda Gates Alapítványnak az alacsony és közepes jövedelmű országok költségeit korlátozó megállapodása támogatott.
Ausztria december 5-én kezdte meg az országos tömeges tesztelést, és hétmillió tesztet rendelt, amelyek az SD Biosensor tesztből és a Siemens Clinitestből (más néven Orientgene) állnak.
December közepére számos tanulmány megerősítette a COVID-19 vírussal fertőzött személyek azonosítására szolgáló gyorstesztek hatékonyságát és sikerességét, többek között Hollandiában, az Egyesült Királyságban és az Egyesült Államokban. Ezek a tanulmányok mind lehetővé tették, hogy a gyorstesztek bekerüljenek a COVID-19 standard nemzeti vizsgálati stratégiákba. A gyorstesztek globális kísérleti alkalmazása mára általánossá vált a kanadai iskolákban, az indonéziai utazási csomópontokban és Indiában.

## Aggályok a felhasználással kapcsolatban
Sokan aggályokat fogalmaztak meg azzal kapcsolatban, hogy a gyorstesztek pontossága nem olyan jó, mint a COVID-19 tesztelés jelenlegi formája, a PCR. Az Egyesült Királyságban, Liverpoolban, az egész városra kiterjedő szűrővizsgálatból közzétett adatok azt mutatták, hogy a tesztet a hadsereg kezelői - más indiai kísérletek után - valóban elérték a képzett laboratóriumi tudósok vizsgálati teljesítményét. Ez kisebb problémákat okozott a tudományos-pszichológiai közösségben, ahol vita alakult ki arról, hogy a gyorstesztek nem vezethetnek-e hamis megnyugváshoz és a viselkedés megváltozásához. A gyorstesztek alkalmazásával kapcsolatos gondolkodásmód változása azonban egy amerikai publikációt követően megerősítést nyert. Michael Mina professzor elmélete szerint a gyorstesztek továbbra is hasznosak lennének, mivel a fertőző egyéneket azonosítják, és a gyorstesztek megismétléséből és a más vizsgálati formáknál sokkal gyorsabb eredményhez jutásból származó potenciális előnyöket figyeltek meg. Az Egyesült Királyság klinikai főorvosa, Dr. Susan Hopkins szintén megjegyezte, hogy a gyorstesztek olyan emberek megtalálását teszik lehetővé, "akiket... egyébként nem tudnánk megtalálni".
Az Európai Bizottság december 11-én ülésezett, és a gyorsabb azonosítás lehetőségét, valamint a megbetegedések európai növekedését figyelembe véve közös európai keretet dolgozott ki a gyorstesztek használatára, validálására és kölcsönös elismerésére, és 100 millió eurót különített el a Roche és az Abbott cégektől származó tesztek megvásárlására. Stella Kyriakides, az egészségügyért és élelmiszerbiztonságért felelős biztos így nyilatkozott: "A gyors antigéntesztek gyorsaságot, megbízhatóságot és gyors reagálást biztosítanak számunkra a COVID-esetek izolálásához. Ez kulcsfontosságú a világjárvány terjedésének lelassításához".
Más személyek aggodalmukat fejezték ki a gyorstesztek lassú elterjedése és bevezetése, valamint az emiatt esetlegesen bekövetkező életveszteségek miatt. Egy kanadai tudományos csoport megjegyezte, hogy a világjárvány korai szakaszában az idősotthonokban bekövetkezett halálesetek fele megelőzhető lett volna gyorstesztekkel.

## A COVID-19 tesztelésre való használatra vonatkozó globális hatósági jóváhagyás
Miután világszerte számos tanulmány sikeresen elemezte a gyorsteszteket 2020 augusztusától, a gyorsteszteket a szabályozó hatóságok világszerte jóváhagyták a tesztelésnek a "világjárvány elleni küzdelem új megközelítéseként" történő alkalmazására irányuló stratégia részeként. December 16-án az FDA lett az első hatóság, amely jóváhagyta az Abbott gyorstesztjét. Ezt követően az Ellume COVID-19 otthoni tesztjére adtak engedélyt.
A gyorsteszteket a kanadai egészségügy is jóváhagyta, tanácsadójuk, David Juncter professzor pedig megjegyezte, hogy "a legjobb gyorstesztek nagy pontossággal mutatják ki a fertőző egyéneket", Jean Longtin fertőző betegségekkel foglalkozó szakember pedig megjegyezte, hogy "lehetővé teszi, hogy gyorsabban haladjunk, mint a vírus, és 24 óra várakozás helyett egy-két órán belül megtaláljuk a személy kontaktjait".
Az Egyesült Királyság MHRA december 23-án megerősítette az Innova gyorsteszt jóváhagyását az önellenőrzésre. A gyorstesztek e globális fejlesztésének egyértelmű globális sikerét követően Sir John Bell, az Oxfordi Egyetem Regius orvosprofesszora elmondta: "A gyorstesztek a koronavírus elleni jó védekezés központi elemei voltak, mivel gyorsak, olcsók és ismételt használatra is rendelkezésre állnak".

## A gyorstesztek mint "visszatérés a normális kerékvágásba"
Spanyolország lett az első ország, amely a gyorsteszteket a normális állapotba való visszatérés elősegítésére használta: a gyorstesztek széles körben elérhetőek voltak a gyógyszertárakban, és Barcelonában ingyenes zenei koncertet tartottak a gyorstesztet elvégző személyek számára. Albániában hasonló megközelítést alkalmaztak a zenei fesztiválok lehetővé tételére. Sok szakértő azonban nem volt biztos ebben a megközelítésben, mivel úgy vélték, hogy "a gyorstesztek nem jelentenek megoldást a normális élet visszaállítására", de más létfontosságú fertőzésmegelőzési intézkedésekkel - például a megfelelő egyéni védőeszközök viselésével, a rendszeres kézmosással és a társadalmi távolságtartással - együtt alkalmazhatók, hogy az emberek a szeretteikkel együtt tölthessék ezt a létfontosságú időt, miközben segítik a biztonságukat.

## Új COVID-19 törzsek
2020. december 22-én az Egyesült Királyságban azonosították a SARS-CoV-2 egy új, fertőzőbb törzsét, a VOC-202012/01-et. A törzs gyorsan elterjedt az egész világon. A COVID-19 tesztelés ezen formájának széles körű globális használata miatt aggályos volt, hogy ez a változat elavulttá teszi a gyorstesztelést. Az Egyesült Királyságban az oldalirányú áramlás gyorsított technológiai értékelésének részeként a Public Health England laboratóriumai 24 órán belül meg tudták erősíteni, hogy a globális fejlesztésben lévő gyorstesztek nem érintettek, és képesek voltak azonosítani az új variánst. Ennek oka, hogy a gyorsteszt általában a nukleokapszid fehérjét célozza meg, nem pedig a spike fehérjét. A közelmúltban azonban azonosítottak néhány olyan törzset, amelyek akár 1000-szeresen is befolyásolják a gyorstesztek érzékenységét. Szerencsére ezeknek a nukleokapszidmutációknak (különösen a D399N) a gyakorisága globálisan még mindig viszonylag alacsony, ~0,02%.

## A gyorstesztek humanitárius felhasználása
A rutinszerű közösségi használat mellett a gyorsteszteket a világjárvány idején a humanitárius erőfeszítések részeként is alkalmazták. Az indonéziai Jakartában december 2-án bekövetkezett árvizet követően a gyorsteszteket az árvízi menedékhelyeken bocsátották rendelkezésre. Továbbá, miután az új brit törzs vészhelyzetét követően, közvetlenül karácsony előtt lezárták a nemzeti határokat Európában, közel 6000 teherautósofőr rekedt élelmiszer nélkül, ami gyakorlatilag leállította a karácsonyi élelmiszer-szállításokat. A francia tűzoltók 24 órán belül gyorsteszteket vetettek be a Csatornánál. A gyorstesztek lehetővé tették, hogy a teherautók útnak indulhassanak, befejezhessék a szállítást és karácsonyra visszatérhessenek a családjukhoz, bizonyítva a könnyen alkalmazható COVID-19 teszt potenciális globális hasznosságát. Az Orvosok Határok Nélkül határozottan támogatta a gyorstesztek alkalmazását az alacsonyabb és közepes jövedelmű országokban, megjegyezve, hogy "a COVID-19 antigéntesztek gyors és használható eredményeket szolgáltatnak, biztosítva a vírussal fertőzött emberek időben történő azonosítását közösségi szinten".

## Amerika és gyorstesztek
Miután az Egyesült Királysággal együtt kezdetben jelentős összegeket fektettek be a gyorsteszt-technológia fejlesztésébe, a gyorstesztek további értékelése a tömeges vizsgálati módszerek részeként az Egyesült Államokban megrekedt a 2021. évi 2020-as konszolidált előirányzatról szóló törvényben szereplő 900 milliárd dolláros COVID-19 segélyezés körüli patthelyzet következtében. A törvényjavaslatot kritika érte, mivel nem különítette el a gyorstesztekbe, mint a lakossági szintű tesztelés költséghatékony és gazdaságos formájába történő beruházásokat. Amerikai tudósok, például Michael Mina, a Harvard Egyetem professzora megjegyezte, hogy a tesztek "nagyon hatékony kiegészítője mindannak, amit az emberek már most is tesznek", és hogy "a COVID-19 otthoni tesztjei csökkenthetik a fertőzési arányt". Ezt a nézetet erősítette meg William A. Haseltine, szintén a Harvard professzora a Forbes magazinban megjelent cikkében, amelyben azt javasolta, hogy "a gyors, önkezű tesztelés megállíthatja a betegségek és halálesetek egyre növekvő áradatát", valamint Annie Sparrow, a New York-i Mount Sinai professzorának cikke, amelyben "Az olcsó tömeges tesztelés létfontosságú a pandémia legyőzéséhez", tekintettel "a rendkívül fertőző és gyorsan terjedő B117-es törzs vészhelyzetére az Egyesült Királyságban és egy hasonló dél-afrikai törzsre". Mindazonáltal a COVID-19 otthoni gyorstesztjei a korábbi FDA-engedélyezést követően 2021 januárjában nyilvánosan elérhetővé váltak a magánszemélyek számára. Ezeket a teszteket az amerikai egészségbiztosítás megtérítette a covid-19 tüneteit mutató személyek számára, illetve azok számára, akik szoros kapcsolatban álltak egy fertőzött személlyel vagy egy olyan személlyel, akinél a tünetek jelentkeztek. A Washington Post egyik cikke azt javasolta, hogy a gyorstesztek maximális haszna az Egyesült Államokban nem biztos, hogy megvalósul, amíg "a szövetségi kormány nem fedezi a tünetmentes emberek tesztelését, mivel az ilyen emberek általi átvitel olyan nagy részét képezi a járvány kitörésének", mivel ezen személyek tesztelését nem fedezte az egészségbiztosítás. Az új elnök 2021. januári megválasztását követően az USA elnöki rendeletek közzétételével megkezdte a gyorsteszt-technológia fejlesztésébe való beruházás újraindítását.

## Globális piaci érték
A gyorstesztek világszerte történő széles körű alkalmazását követően a gyorstesztek piaci értéke 15 milliárd dollár, azonban a piac várhatóan 2024-től megszűnik a globális lakosság 2023 végéig történő beoltása miatt. Az Egyesült Államokban a gyorstesztek piaca 3,9 milliárd USD volt, >20%-os növekedési rátával a kórházakban, klinikákon, Ázsia-Óceániában, de végfelhasználói tesztekként is. A nemzetközi piaci elemzők előrejelzése szerint a gyorstesztek gyártói folyamatosan növekvő igényekkel fognak szembesülni, mivel egyre több egyén és ország kezdi el használni a gyorsteszteket az enyhébb tünetekkel rendelkező egyének azonosítására. Számos amerikai kommentátor és tudós aggályokat fogalmazott meg azzal kapcsolatban, hogy a globális gyártóhálózat képes-e kielégíteni a globális keresletet és legyártani a gyakori gyorstesztekhez szükséges több százmillió tesztet.